# Walter McCrone
Walter C. McCrone (Wilmington, 9 juny 1916 – Chicago, 10 juliol 2002) fou un químic microscopista estatunidenc.
És conegut sobretot pels seus estudis sobre dos objectes extremadament controvertits: la Síndone de Torí i el Mapa de Vinland, i els estudis sobre Napoleó Bonaparte i Ludwig van Beethoven.

## Biografia
McCrone es llicencià en química el 1938 a la Cornell University, i el 1942 es doctorà en Química orgànica, també a Cornell. Després alguns anys de labor en l'àmbit universitari, el 1956 va fundar el laboratori de recerca McCrone Associates Inc., i el 1960 el McCrone Research Institute, del que fou director un llarg període.
En el transcurs de la seva carrera va rebre nombrosos reconeixements per la seva labor en el camp de la microscòpia.

### El Mapa de Vinland
El 1973, McCrone i els seus col·legues van analitzar el Mapa de Vinland i van concloure que es tractava d'una falsificació basant-se en l'examen de la tinta amb la qual fou dibuixat. Van detectar la presència d'anatasa (una forma d'òxid de titani) en partícules de mida micromètrica i la van identificar amb el pigment conegut com a blanc de titani, la invenció del qual es remunta a l'any 1920. McCrone va deduir que el mapa va ser dibuixat per un falsificador en la primera meitat segle xx.
Els resultats de McCrone han estat confirmats recentment per altres estudis científics. McCrone també va comprovar que Napoleó Bonaparte no va morir per intoxicació després d'analitzar unes mostres del seus cabells, i que Ludwig van Beethoven va contraure una intoxicació per plom.

### La Síndone
El 1978 el cardenal de Torí Anastasio Alberto Ballestrero va permetre al STURP (Projecte de recerca de la Síndone de Torí) analitzar el sudari. Com a part de l'anàlisi, es van pressionar unes tires adhesives sobre la superfície del sudari per captar-ne partícules, i se'n van extreure alguns fils. El 1980, Walter McCrone, llavors consultor del STURP, va presentar dos treballs: a partir d'observacions microscòpiques i d'anàlisis químiques, anunciant que tant la imatge com les taques de sang tenien traces d'ocre vermell, cinabri (sulfur de mercuri, colorant vermell, d'ús molt comú a l'edat mitjana) i alizarina (pigment rosat d'origen vegetal produït sintèticament en temps moderns). Segons les conclusions de McCrone, la imatge semblava estar creada amb una tècnica similar a l'aquarel·la. Ambdós treballs van ser rebutjats pel STURP que expulsà McCrone del projecte, però tot i així, l'any 2000 McCrone fou premiat per l'American Chemical Society per aquests treballs sobre la Síndone.